# Rhamphomyia rivalis
Rhamphomyia rivalis är en tvåvingeart som beskrevs av Bartak 2002. Rhamphomyia rivalis ingår i släktet Rhamphomyia och familjen dansflugor. Inga underarter finns listade i Catalogue of Life.